# Microctenonyx evansae
Microctenonyx evansae là một loài nhện trong họ Linyphiidae.
Loài này thuộc chi Microctenonyx. Microctenonyx evansae được George Hazelwood Locket & Anthony Russell-Smith miêu tả năm 1980.